# Haus unter den Linden

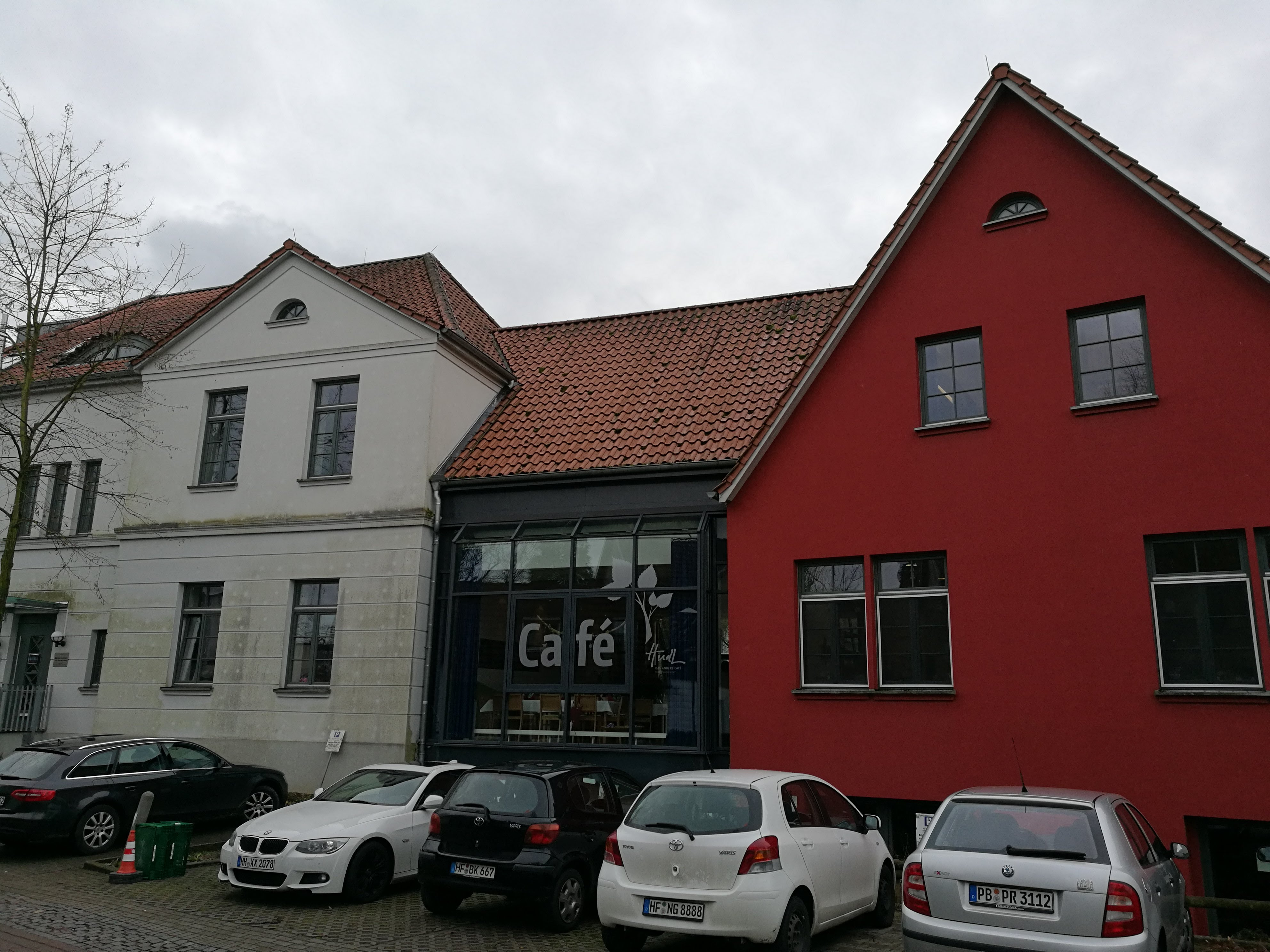
Haus unter den Linden

Das Haus unter den Linden in Herford, auch HudL genannt (ausgesprochen wie das Wort „Hudel“), ist ein städtisches Bürgerzentrum und nach Angaben der Stadt „die zentrale Einrichtung für alters- und zielgruppenübergreifende Gelegenheiten zu Begegnung, Bildung, Beratung und zu bürgerschaftlichem Engagement“. Es wurde am 1. Oktober 1977 eröffnet.
Das Haus liegt in der Herforder Altstadt zwischen der Renntorwallstraße und dem Teil der Herforder Wallanlage, die in diesem Bereich „Unter den Linden“ heißt, und nach dem die Villa benannt wurde. Den heute geläufigen Namen HudL erhielt es nach der Sanierung und dem Umbau 2001.

## Einrichtungen
Im HudL gibt es Räume, in denen zahlreiche Veranstaltungen stattfinden. Neben Kursen, Tagungen, Fortbildungen, Seminaren, Vorträgen, Informationsveranstaltungen, Lesungen und Workshops, werden Yoga, Tanzen und Gymnastik angeboten. Aber auch Konzerte, Ausstellungen, Theatervorführungen, Kabarett, Flohmärkte und Filmvorführungen werden durchgeführt. Auch für private und geschäftliche Treffen und Feste können die Räume angemietet werden.
In einem Anbau wird das Café Hudl betrieben, in dem es Frühstück und Mittagessen sowie Kaffee und Kuchen gibt. Das Café ist ein Integrationsunternehmen, das zwar wirtschaftliche Ziele verfolgt, gleichzeitig aber dauerhaft auf einem großen Anteil seiner Arbeitsplätze Menschen mit Behinderungen beschäftigt. Auch das Café steht für private Feiern zur Verfügung und im Souterrain gibt es eine Kegelbahn.

## Geschichte des Gebäudes

### Heimatmuseum
Nachdem das Gebäude Unter den Linden 12 zunächst in Privatbesitz war, wurde es 1931 vom „Verein für Herforder Heimatkunde“ erworben, um den ungeeigneten Museumssitz in der Brüderstraße verlassen zu können. Auf zwei Etagen wurden die Abteilungen Vorgeschichte, Abteigeschichte, Kunst und Kunstgewerbe, Handweberei, Stadtentwicklung, sowie ein Biedermeierzimmer, ein altdeutsches und ein bäuerliches Zimmer geschaffen. Das Museum nannte sich jetzt „Heimat-Museum“. Etwa 40 Prozent der Sammlung konnten gezeigt werden. Der Rest wurde in Unterschränken und im Keller aufbewahrt. Nachdem dem Herforder Verein für Heimatkunde ab dem 1. April 1940 die Villa Schönfeld zur Verfügung stand, zog das Heimatmuseum dorthin um.

### Gesundheitsamt
1941 zog das Gesundheitsamt der damals kreisfreien Stadt Herford in das Gebäude, das 1950 für diese Nutzung einen Anbau erhielt. Im Zuge der Gebietsreform am 1. Januar 1969 wurde das städtischen Gesundheitsamt Teil des Kreisgesundheitsamtes. Es blieb jedoch als Außenstelle bis 1975 in dem Gebäude.

### Seniorenzentrum
Nachdem das Haus zunächst leer stand, wurde es zu einem Seniorenzentrum umgebaut und ab 1977 von mehreren sozialen Einrichtungen. wie Deutsches Rotes Kreuz, Deutscher Paritätischer Wohlfahrtsverband, Diakonisches Werk, Caritas und Arbeiterwohlfahrt ehrenamtlich betrieben.

### Bürgerzentrum

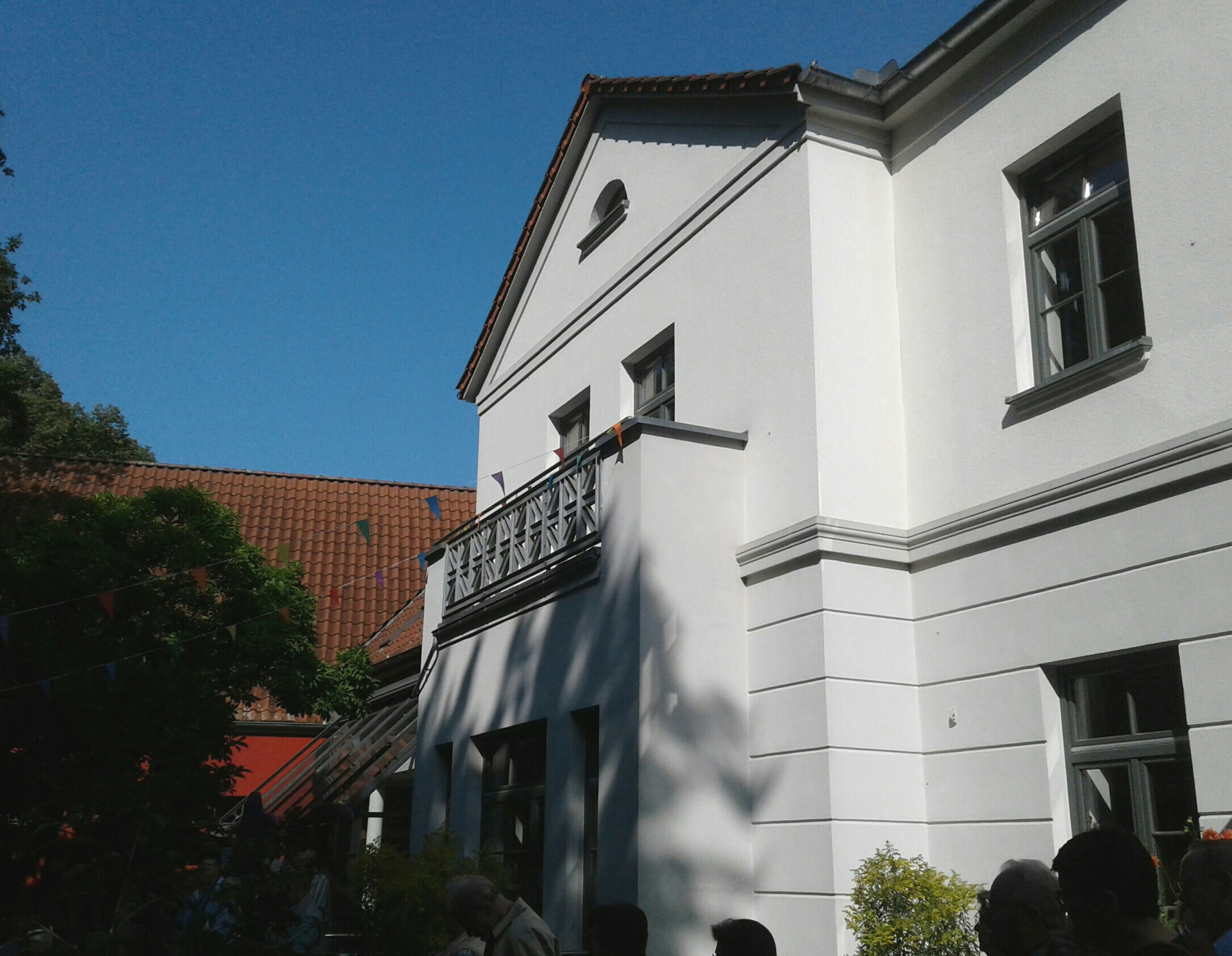
Das Haus von der Gartenseite

Von 1990 bis 2002 war es eine Kultureinrichtung für ältere Mitbürger
Nach Ausweitung der Angebote wurde das Gebäude 2001 grundsaniert und barrierefrei umgebaut. Danach wurde ab 2002 ein Bürgerzentrum für Personen jeden Alters.

#### Protest gegen eine AfD-Veranstaltung
Am 28. Februar 2017 hatte der AfD-Kreisverband Herford einen Raum im HudL für eine Veranstaltung gemietet. Im Zuge dessen protestierten 150 Bürger vor dem Haus gegen die Veranstaltung. Mehr als 20 meist jugendliche Menschen hatten sich im Haus angekettet und somit den Zugang zum Veranstaltungsraum blockiert.
Einer der Blockierer wurde wegen Widerstand gegen Vollstreckungsbeamte angeklagt, allerdings wurde das Verfahren nach § 153a StGB eingestellt. Während des Prozesses im Amtsgericht Herford fielen die Zeugen der Polizei durch widersprüchliche Aussagen auf, weswegen sie von dem Oberstaatsanwalt ermahnt wurden.
Die Raumnutzungsordnung wurde auf Grund des Vorfalles geändert, so dass eine Vermietung in Zukunft leichter abgelehnt werden kann, wie z. B. bei Erwartung einer Störung der öffentlichen
Sicherheit und Ordnung.

#### 40-jähriges Jubiläum

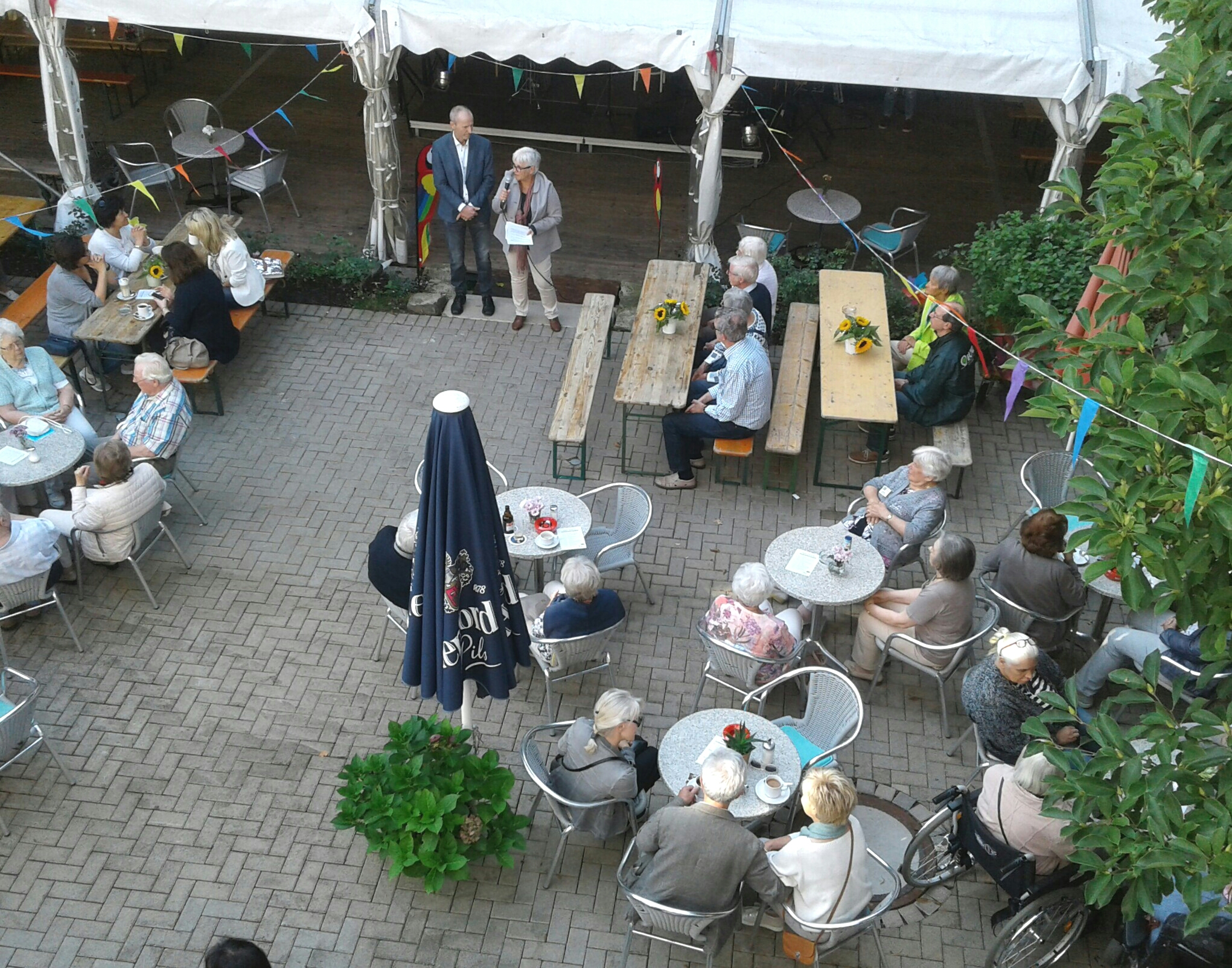
40-jähriges Jubiläum Haus unter den Linden Herford

Am 23. August 2017 hatte das HudL 40-jähriges Jubiläum, welches vom 25. August bis zum 3. September 2017 mit einer Veranstaltungsreihe gefeiert wurde.